# Marco Prinz
Marco Prinz (* 29. Juli 1970 in Cottbus) ist ein deutscher Neuropathologe und Neuroimmunologe.
Prinz studierte ab 1990 Medizin an der Humboldt-Universität Berlin (Charité). Nach der Promotion an der Charité 1996 war er am Max-Delbrück-Zentrum in Berlin (bei Helmut Kettenmann) und ab 1999 am Institut für Neuropathologie der Universität Zürich (bei Adriano Aguzzi). Ab 2002 war er Gruppenleiter am Institut für Neuropathologie in Göttingen. 2004 habilitierte er sich in Göttingen und wurde Oberarzt. Seit 2008 ist er Professor und ärztlicher Direktor des Instituts für Neuropathologie an der Albert-Ludwigs-Universität Freiburg.
Er befasst sich mit dem angeborenen Immunsystem im Zentralnervensystem wie der Rolle von Mikroglia-Zellen und der Rolle von damit verbundenen Stoffen des Immunsystems wie Chemokinrezeptoren, Toll-like Receptors und Zytokinen wie Interferonen. Seine Gruppe untersucht auch die Rolle von Mikroglia bei Multipler Sklerose und neurodegenerativen Erkrankungen wie Alzheimer. Er wies nach, dass sich im Mausmodell kognitive Leistungen bei Alzheimer verbessern wenn zwei Gene in der Mikroglia ausgeschaltet werden.
Seit 2017 ist er Sprecher des mit 10,9 Millionen Euro geförderten SFB NeuroMac zur Erforschung der Rolle von Mikroglia-Zellen.
Marco Prinz erhielt 2014 den Sobek-Forschungspreis, 2015 eine Reinhart-Koselleck-Projektförderung bei der DFG, 2018 den Ernst-Jung-Preis und 2020 wurde ihm ein Gottfried Wilhelm Leibniz-Preis zugesprochen. Im Jahr 2021 wurde er in der Sektion Humangenetik und Molekulare Medizin als Mitglied in die Nationale Akademie der Wissenschaften Leopoldina aufgenommen. Im selben Jahr wurde er außerdem mit dem Novo-Nordisk-Preis ausgezeichnet.

## Schriften (Auswahl)
- R. Sankowski, P. Süß, A. Benkendorff … R. Zeiser, J. Priller, M. Prinz: Multiomic spatial landscape of innate immune cells at human central nervous system borders. In: Nature Medicine. Band 30, Nr. 1, 2024, S. 186–198. doi:10.1038/s41591-023-02
- T. Masuda, L. Amann, G. Monaco … J. Priller, K. Kierdorf, M. Prinz: Specification of CNS macrophage subsets occurs postnatally in defined niches. In: Nature. Band 604, Nr. 7907, 2022, S. 740–748. doi:10.1038/s41586-022-04596-2
- T. Masuda, L. Amann, R. Sankowski … A. Vlachos, M. Meyer-Luehmann, K.-P. Knobeloch, M. Prinz: Novel Hexb-based tools for studying microglia in the CNS. In: Nature Immunology. Band 21, Nr. 7, 2020, S. 802–815. doi:10.1038/s41590-020-0707-4
- L. Geirsdottir, E. David, H. Keren-Shaul … D. Erny, I. Amit, M. Prinz: Cross-Species Single-Cell Analysis Reveals Divergence of the Primate Microglia Program. In: Cell. Band 179, Nr. 7, 2019, S. 1609–1622 e16. doi:10.1016/j.cell.2019.11.010
- M. J. C. Jordao, R. Sankowski, S. M. Brendecke … M. Kerschensteiner, D. Grün, M. Prinz: Single-cell profiling identifies myeloid cell subsets with distinct fates during neuroinflammation. In: Science. Band 363, Nr. 6425, 2019, S. eaat7554. doi:10.1126/science.aat7554
- T. Masuda, R. Sankowski, O. Staszewski … J. Priller, C. Stadelmann, M. Prinz: Spatial and temporal heterogeneity of mouse and human microglia at single-cell resolution. In: Nature. Band 566, Nr. 7744, 2019, S. 388–392. doi:10.1038/s41586-019-0924-x
- R. Sankowski, C. Bottcher, T. Masuda … D. Grün, J. Priller, M. Prinz: Mapping microglia states in the human brain through the integration of high-dimensional techniques. In: Nature Neuroscience. Band 22, Nr. 12, 2019, S. 2098–2110. doi:10.1038/s41593-019-0532-y;
- T. L. Tay, D. Mai, J. Dautzenberg … D. Grün, O. Ronneberger, M. Prinz: A new fate mapping system reveals context-dependent random or clonal expansion of microglia. In: Nature Neuroscience. Band 20, Nr. 6, 2017, S. 793–803. doi:10.1038/nn.4547
- T. Goldmann, P. Wieghofer, M. J. Jordao … S. Linnarsson, S. Jung, M. Prinz: Origin, fate and dynamics of macrophages at central nervous system interfaces. In: Nature Immunology. Band 17, Nr. 7, 2016, S. 797–805. doi:10.1038/ni.3423
- D. Erny, A. L. Hrabe de Angelis, D. Jaitin … B. Stecher, I. Amit, M. Prinz: Host microbiota constantly control maturation and function of microglia in the CNS. In: Nature Neuroscience. Band 18, Nr. 7, 2015, S. 965–977. doi:10.1038/nn.4030